# Mario Reading
Pour les articles homonymes, voir Reading.
Mario Gilbert Priester-Reading (10 août 1953 - 29 janvier 2017) était un écrivain britannique.
Reading est né à Bournemouth en 1953, fils de Gordon et Lieselotte Reading. Il a grandi en Angleterre, en Allemagne et dans le sud de la France, et a fait ses études à la Rugby School et à l'Université d'East Anglia, où il a étudié la littérature comparée sous la direction de Malcolm Bradbury et d'Angus Wilson.
Ses romans incluent The Music-Makers et la trilogie à succès de l'Antéchrist (qui s'est vendue à plus d'un million d'exemplaires dans 39 pays), comprenant Les Prophéties de Nostradamus, Le Codex Maya et Le Troisième Antéchrist . Sa dernière série de romans met en vedette le photojournaliste John « The Templar » Hart : The Templar Prophecy est sorti en 2014, The Templar Inheritance en avril 2015 et The Templar Succession, paru en avril 2016.
Après des années de lutte contre le cancer, Reading est décédé le 29 janvier 2017.

## Romans
- Les créateurs de musique
- Les prophéties de Nostradamus
- Le Codex Maya
- Le troisième Antéchrist
- La prophétie des Templiers
- L'héritage des Templiers
- La succession des Templiers
- Le secret de l'occupation

## Non-fiction
- Le Dictionnaire du Cinéma
- Le compagnon du film
- Le dictionnaire des rêves de Watkins
- Nostradamus : Les prophéties complètes pour l'avenir
- Nostradamus : La Bonne Nouvelle
- Les prophéties complètes de Nostradamus
- Nostradamus : les 100 plus grandes prophéties